# Даріо Ардженто

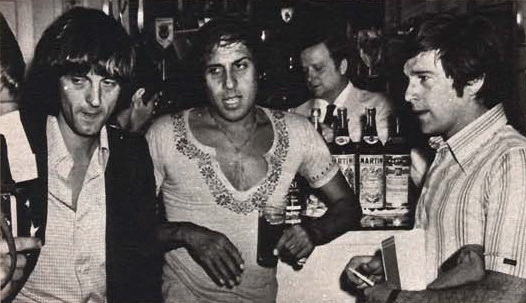
Даріо Ардженто (ліворуч), Адріано Челентано (у центрі) й Енцо Черузіко

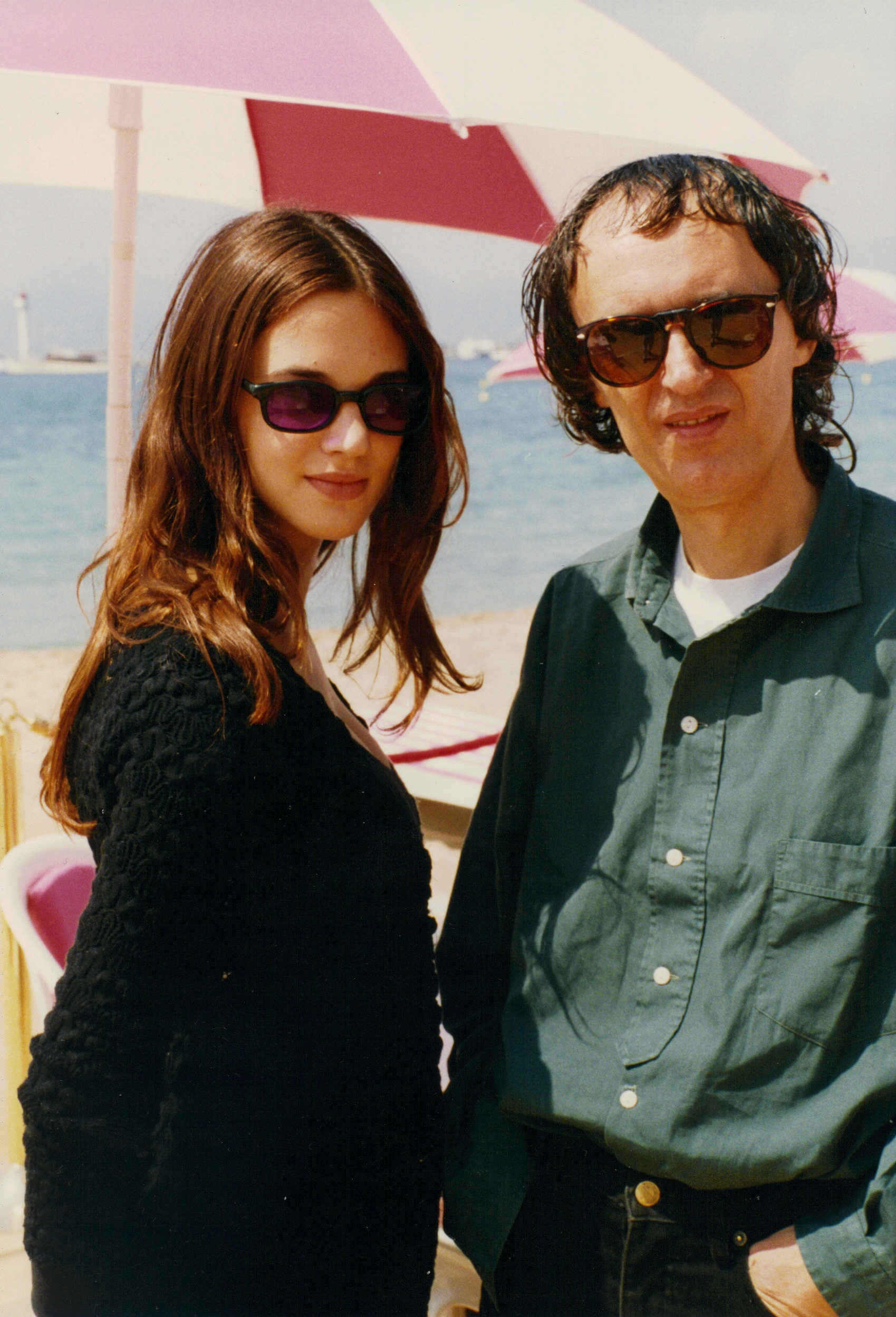
Даріо Ардженто з дочкою Азією в 1993 році.

Даріо Ардженто (італ. Dario Argento; нар. 7 вересня 1940, Рим) — італійський кінорежисер, продюсер і сценарист.

## Біографія
Народився 7 вересня 1940 в Римі, в родині кінопродюсера Сальваторе Ардженто.
Його батько був досить важливою фігурою в післявоєнному італійському кіно. Дядько, Клаудіо Ардженто, також був продюсером і сценаристом, так що у Даріо з самого початку був відкритий шлях у велике кіно.
Свою кар'єру він почав як кінокритик в щоденній римській газеті «Paese Sera», але не надто вдало. Пізніше, у 1968 році, почав писати сценарії для спагеті-вестернів. Вестернівська кар'єра досягла свого піка, коли Даріо брав участь у створенні такого визнаного лідера жанру як «Одного разу на Дикому Заході» Серджо Леоне. Його наступний сценарій — «Один вечір за обідом» привернув увагу Гоффредо Ломбардо, главу італійської кінокомпанії «Тітанус». Всього за кілька років він написав дванадцять сценаріїв для другосортних італійських фільмів.  
У 1970 році знімає фільм під назвою «Птах з кришталевим пір'ям», який продюсувала компанія його батька. Це був джалло — чисто італійський жанр, своєрідний закручений детектив-трилер, до межі наповнений кров'ю і жорстокістю. Режисерський дебют Ардженто виявився більш ніж успішним. Цей фільм зробив його відомим навіть за межами Італії. А джіалло став його коронним жанром, який він практично не зрадив за все своє життя. Незабаром він заслужив прізвисько «Вісконті насильства» — насильство в його фільмах було усюди. Його насильство настільки вишукане і майстерне, що захоплює дух, у нього є талант не тільки шокувати й лякати глядача, а й заворожувати на екрані жорсткою дією.  
У 1973 році вийшов фільм Ардженто, названий «П'ять днів» з Адріано Челентано у головній ролі, який на цей час все ще є єдиним фільмом майстра, зробленим не в стилістиці джіалло. Це взагалі не фільм жахів, а комедія, яку сам Ардженто називав «дуже італійською і дивною». Фільм не демонструвався за межами Італії й Франції та досі залишається раритетом.  
1984 відкрилася нова грань творчості Даріо — він режисує «Феномен», один з найбільш особистих (як він сам стверджує) фільмів в його фільмографії. Цей перший фільм Ардженто знятий англійською мовою виявився дуже успішним в європейському прокаті.  
У 1994 Ардженто на Другому міжнародному фестивалі фантастичного кіно в Монреалі (2nd Montreal Festival International Cinema Fantastique) отримав премію за «Досягнення всього життя».  
У Римі Даріо відкрив музей з крамницею, який називається «Темно-червоний» (Profondo Rosso). У ньому можна знайти безліч речей, пов'язаних з жахами, знятими в Італії. В підвалі магазину знаходяться спецефекти, які Ардженто використовував в деяких своїх фільмах.  
Ардженто завжди сам пише сценарії фільмів, які потім режисує. Він привніс нове бачення жаху не тільки в італійське, але й у світове кіно. Він не тільки підштовхнув грань прийнятного для екрана насильства, яке в його виконанні стало для того часу по справжньому шокуючим, а епічну жорстокість зробив мейнстримом італійського жаху, він ще й став викорінювачем давніх традицій. Наприклад, дуже міцної колірної традиції — він пішов від похмурих, чорно-сіро-синіх і бляклих кольорів, а використовував навпроти — кольори яскраві, кричущі та соковиті. І довів, що вони можуть бути ще страшнішими, ніж традиційні. Те ж саме він зробив і з музикою — до його співпраці з групою «Гоблін» ніхто б не повірив, що громовий рок може бути настільки страшним.  
Ардженто є одним з небагатьох режисерів, чиї роботи регулярно піддаються досить жорсткій цензурі. Щоб випустити фільм на екран, Ардженто належало пройти цензорську комісію Італії, що складалася з суддів і психіатрів. За його власним визнанням: «Психіатри досліджують Вас і питають Вас про ваше життя і роботу, і потім вони вирішують, чи можна ваш фільм показувати, чи ні. Це — жахливий досвід!»  
У фільмах режисера знімалися в різні роки його дружина, Дарія Ніколоді, і дочки, Фйоре і Азія Ардженто.

## Фільмографія
Актор
- 1966 : Вибачте, ви за чи проти? / (Scusi, lei è favorevole o contrario?) — священник

Режисер
- 1969: Птах з кришталевим пір'ям / L'uccello dalle piume di cristallo
- 1970: Кіт з дев'ятьма хвостами / Il Gatto a nove code
- 1971: Чотири мухи на сірому оксамиті / 4 mosche di velluto grigio
- 1973 : П'ять днів / Le cinque giornate
- 1973: Двері в пітьму (серіал) / La porta sul buio
- 1975: Темно-червоний / Profondo rosso
- 1977 : Суспірія / Suspiria
- 1979 : Пекло / Inferno
- 1982: Тремтіння / Tenebre
- 1985 : Феномен / Phenomena
- 1987: Жах в опері / Opera
- 1989 : Два злісних погляди / Due occhi diabolici
- 1991: Король реклами / The King of Ads
- 1993 : Травма / Trauma
- 1996: Синдром Стендаля / La sindrome di Stendhal
- 1998: Привид опери / Il fantasma dell'opera
- 2000: Без сну / Non ho sonno
- 2003: Гравець / Il cartaio
- 2005: Вам подобається Гічкок? (телевізійний) / Ti piace Hitchcock?
- 2005—2007 : Майстри жахів (серіал) / Masters of Horror
- 2007: Мати сліз / La terza madre
- 2006: Джалло / Giallo
- 2012: Дракула 3D / Dracula 3D